# 평화연변
평화연변(중국어 정체: 和平演變, 중국어 간체: 和平演变, 병음: Hépíng yūnbiàn, 베트남어: Diễn biến hòa bình, '평화적 사건' 또는 '평화적 변혁'을 의미, 영어: Peaceful Evolution theory)은 평화적인 수단으로 베트남과 중국의 사회주의 체제를 정치적으로 변혁시킨다는 국제 정치 사상의 이론을 가리킨다. 이 이론은 주로 미국에서 지지를 받았다.
이 문구는 1950년대 냉전 당시 존 포스터 덜레스 미국 국무장관이 주로 소련의 맥락에서 만들어낸 것이지만 이후 중국에 대한 미국의 정책에 대한 공식 논의에서는 다루지 않았다. 그러나 미국 외교정책에 대한 중국의 분석은 그것이 그 이후로 미국과 중화인민공화국 관계의 이론적 기반의 일부를 구성했다고 주장한다.
논문에 따르면 미국은 서구의 정치사상과 생활양식을 퍼뜨리고 불만을 조장하며, 당 지도부에 도전하도록 집단을 부추겨 사회주의 국가, 특히 중국에 침투해 전복하려는 전략을 유지하고 있다. 미국 정책에 대한 중국의 해석에 따르면, 그러한 노력은 사회주의 체제를 내부적으로 변화시키려는 의도가 있다.
중국공산당(CCP)은 마오쩌둥 시대에 처음 제기된 평화적 진화 사상에 반대해 왔다. 당은 이 과정을 “지속적인 통치에 가장 큰 위협”으로 본다.
마오쩌둥, 덩샤오핑, 후진타오, 장쩌민 등 역대 당 지도자들은 평화연변론에 맞서 투쟁해 왔다. 이 이론은 현재 중국에 대한 미국의 공식적인 정책 접근 방식의 일부가 아니지만, 중국 군사 전략가들은 영화 사일런트 콘테스트(Silent Contest)에서 제시된 것처럼 이를 지속적인 우려의 원인으로 간주한다.

## 같이 보기
- 탈냉전 시대
- 앨런 덜레스